# Eystein I da Noruega
Eystein I (c. 1088 – 29 de agosto de 1123), também chamado de Eystein Magnusson, (em nórdico antigo: Eysteinn Magnússon; em norueguês Øystein Magnusson), foi o Rei da Noruega de 1103 até sua morte junto com seus meio-irmãos Olavo Magnusson e Sigurdo I. Era o filho ilegítimo do rei Magno III.